# Serica nanjiangana
Serica nanjiangana är en skalbaggsart som beskrevs av Ahrens 2005. Serica nanjiangana ingår i släktet Serica och familjen Melolonthidae. Inga underarter finns listade i Catalogue of Life.